# Queens County (New Brunswick)
Queens County (französisch Comté de Queens) ist ein County in der kanadischen Provinz New Brunswick. Es umfasst ein Areal von 3686,05 km². Die Einwohnerzahl war in den letzten Jahren rückläufig. Sie betrug im Jahr 2016 10.472.

## Lage
Das County befindet sich im zentralen Süden der Provinz.

## Verwaltungsgliederung

### Städte und Gemeinden
Es gibt 4 Gemeinden im Queens County:
| Name              | Status  | Fläche km2 | Einwohnerzahl 2016 | Parish    |
| ----------------- | ------- | ---------- | ------------------ | --------- |
| Cambridge-Narrows | Village | 107,19     | 562                | Cambridge |
| Chipman           | Town    | 19,02      | 1104               | Chipman   |
| Gagetown          | Village | 49,47      | 711                | Gagetown  |
| Minto             | Village | 31,68      | 2305               | Canning   |

### Parishes
Das County ist in 10 Parishes unterteilt:
- Brunswick Parish
- Cambridge Parish
- Canning Parish
- Chipman Parish
- Gagetown Parish
- Hampstead Parish
- Johnston Parish
- Petersville Parish
- Waterborough Parish
- Wickham Parish